# أرسول (نبات)
أُرْسُول هو جنس نبات من الفصيلة الدفلية ، وصف أول مرة على أنه جنس في عام 1798. موطنها الأصلي الصين وجبال الهمالايا وجنوب شرق آسيا وغينيا الجديدة.   وهو جنس معمر متسلق بري، ساقه متسلقة فرعاء، أوراقه متقابلة معنقة، إهليلجية النصال الجامدة، أزهاره عذقي التجميع طرفي الارتكاز. أزهاره صغيرة لونها إلى الخضار الباهت. يُستخرج من سوقه بالخزّ عصارة لزجة مطاطة تستعمل في صناعة بعض أنواع المطاط.